# Slagteri
Et slagteri er et sted, hvor dyr bliver slagtet til konsum. 
I USA bliver der slagtet omkring 9 mia. dyr hvert år, og i 2009 blev der konsumeret omkring 13.670.000 tons oksekød. I Canada bliver der slagtet omkring 650 mio. dyr hvert pr. I EU bliver der slagtet omkring 300 mio. stykker kvæg, får og svin og fire mia. høns. Dyrene skal bedøves inden de aflives, som kan ske på flere forskellige måder, bl.a. bedøvelse med CO2 og derefter blodladning.
Slagtning af dyr i stor skala skaber store logistiske problemer og sundhedsforanstaltninger. Offentlig modstand mod kødproduktion i mange kulturer betyder meget for placeringen af slagterier. Visse dyr skal efter religiøse krav slagtes på en bestemt måde (fx halalslagtning).
Industrien er blevet kritiseret for transport, opdræt af dyrene, forarbejdningen af kødet, slagtningen og slagtehastigheden. Undersøgelser af dyrevelfærds- og dyreretsgrupper har påstået, at dyr bliver flået og renset mens de er ved bevidsthed. Nogle bliver transporteret over meget lange afstande, inden de bliver slagtet og med risiko for skader eller død undervejs. Flere grupper er mod slagtning af dyr af etiske grunde.
Danmark har en del slagterier som Danish Crown og en stor eksport af svine- og oksekød. En række danske velfærdsslagterier afliver dyrene uden transport. De støttes af Dyrenes Beskyttelse.